# Anderkó Aurél
Homoródi Anderkó Aurél Sándor Konstantin (Terep, 1869. október 14. – Budapest, 1940. június 2.) meteorológus, egyetemi tanár.

## Életpályája
Középiskoláját Szatmárnémetiben végezte el. A budapesti egyetemen a matematika-fizika szakból 1891-ben középiskolai tanári diplomát kapott. 1891–1921 között a Meteorológiai Intézetnél dolgozott; 1891–1894 között kalkulátor, 1894–1898 között I. osztályú asszisztens, 1898–1921 között kísérletügyi adjunktusa volt. 1894-ben bölcsészdoktori oklevelet szerzett a Budapesti Egyetemen. 1897-ben Németországban tartózkodott tanulmányúton. 1898–1901 között a Meteorológiai Intézet Zivatar Osztályának vezetője volt. 1899–1901 között Franciaországban volt tanulmányúton. 1901–1921 között a Meteorológiai Intézet Prognózis Osztályát vezette. 1907-ben a meteorológia tárgykörben magántanári képesítést kapott. 1907–1920 között a budapesti tudományegyetem magántanára volt. 1913-tól a Nemzetközi Agrármeteorológiai Társaság tagja volt. 1920–1922 között a Szent István Akadémia rendes tagja volt. 1920–1922 között Lengyelországban élt. 1921–1922 között a varsói meteorológiai intézet tudományos munkatársa volt. 1922-ben a Varsói Egyetem professzora; valamint a Lengyel Meteorológiai Társaság elnöke volt. Nyugdíjba vonulásakor hazaköltözött, 1922–1940 között Vácon élt.

### Munkássága
Fontos szerepe volt a magyarországi csapadékhálózat megszervezésében. Az ombrometriai osztály vezetőjeként az ún. Anderkó-féle esőmérőket vezette be. Németországi tanulmányútján (1897) Bogdánfy Ödönnel megteremtette a magyar súlyombrográfot, amely a párizsi világkiállításon díjat nyert (1900). Magyarországon az első meteorológus volt, aki egyetemen oktathatott! 37 önálló tanulmánya jelent meg.

## Magánélete
1937. június 8-án, Budapesten házasságot kötött Éder Katalin Irén Emiliával (1894-?).

## Művei
- Utasítás az ombrometriai állomások felállítása, észlelése és kezelése tárgyában (Budapest, 1895)
- Adalék az időprognózis elméletéhez (Budapest, 1902)
- A légnyomás vertikális gradienséről (Budapest, 1905)
- A légnyomás horizontális gradienséről (Budapest, 1906)
- A talaj melegének periódusos ingása (Budapest, 1909)
- A hőmérséklet szakaszos ingása a pseudoisotrop talajban (Mathematikai és Természettudományi Értesítő, 1914)